# Faszczijiwka
Faszczijiwka (ukr. Фащіївка) – wieś na Ukrainie, w obwodzie chmielnickim, w rejonie chmielnickim, w hromadzie Wińkowce. W 2001 roku liczyła 274 mieszkańców.